# Катастрофа C-54 в Картахене
Катастрофа C-54 в Картахене — крупная авиационная катастрофа, произошедшая в пятницу 14 января 1966 года близ Картахены (Колумбия). Авиалайнер Douglas C-54B-1-DO Skymaster авиакомпании Avianca выполнял пассажирский рейс в Боготу, но сразу после взлёта упал в воду, при этом погибли 56 человек. На тот момент по масштабам это была крупнейшая авиакатастрофа в Колумбии.

## Самолёт
C-54 представлял собой военный вариант гражданского DC-4 и выпускался в годы Второй мировой войны. Непосредственно C-54B-1-DO с будущим бортовым номером HK-730 был выпущен в 1944 году и относился к модели C-54B, которая имела дополнительные топливные баки, что позволяло увеличить дальность полёта. После окончания Второй мировой и Корейской войн эти самолёты начали передавать многим авиакомпаниям. В числе прочих была и колумбийская Avianca, в парке которой насчитывалось 26 DC-4 и C-54. Благодаря наличию этих самолётов с увеличенной дальностью полёта компания смогла начать выполнять межконтинентальные рейсы в Северную Америку и Европу.

## Экипаж
Лётный экипаж (в кабине) состоял из двух пилотов:
- Командир воздушного судна — Умберто Гомес (исп. Humberto Gómez). Квалификацию на DC-4/C-54 получил в марте 1965 года, а в декабре того же года был повышен до командира. За всё время работы характеризовался удовлетворительно, в происшествия при исполнении обязанностей пилота не попадал. Имел общий налёт 10 840 часов на самолётах типа Douglas DC-4,  Consolidated PBY Catalina,  Lockheed L-749 Constellation и Lockheed L-1049 Super Constellation (квалификацию коммерческого пилота имел лишь на два первых). В должности командира налетал 5051 час; на DC-4 налёт в должности командира — 826 часов, в должности второго пилота — 670 часов. За последние 90 дней налетал 244 часа, в том числе 2 часа в приборных условиях; за последние 14 суток, включая день происшествия, налетал 38 часов. Часто летал в Картахену как днём, так и ночью и имел значительный опыт по выполнению ночных полётов.
- Второй пилот — Хосе Мария Масеа (исп. José María Macea). В должности второго пилота DC-4 с 5 октября 1965 года. Имел общий налёт 1426 часов, включая 189 часов на DC-4 и 57 часов ночных полётов. За последние 90 дней налетал 188 часов, все на DC-4, включая 1 час 20 минут в приборных условиях. В Картахену днём летал достаточно часто, но редко ночью.

Также в салоне работали стюард и стюардесса.

## Катастрофа
Экипаж на данном самолёте в тот день выполнял пассажирские рейсы AV-003/AV-004 по маршруту Богота—Картахена—Богота. Рейс 3 был выполнен без отклонений и в 19:57 по местному времени благополучно приземлился в Картахенском аэропорту. В 20:42 экипаж связался с диспетчером взлёта и посадки, запросив разрешение на выполнение обратного рейса AV-004 в Боготу. В 20:43 диспетчер вновь установил связь с экипажем, дав указания по изменению частоты радиоприёмника после взлёта; экипаж получение информации подтвердил.
Ночью в 20:50 диспетчер дал разрешение на взлёт с полосы 36. Ветер в это время был встречный — 360° 12 узлов. С 60 пассажирами (включая нескольких детей и иностранцев) и 4 членами экипажа на борту авиалайнер выполнил нормальный разгон по полосе и оторвался от её покрытия. Однако подъём выполнялся очень медленно, а торец полосы был пройден на высоте всего 70 футов (21 м), после чего рейс 4 начал уже снижаться. Затем четыре очевидца услышали два удара с интервалом в 10 секунд. В 1310 метрах от торца полосы и в 152 метрах левее продолжения её осевой «Дуглас» врезался в море, после чего затонул на мелководье (глубина в этом месте составляла 4 метра).
Выплыть смогли только 8 пассажиров, которых спасли прибывшие к месту падения рыбаки, а все остальные 56 человек погибли. На тот момент это была крупнейшая авиакатастрофа в Колумбии.

## Причины
По данным вскрытия выяснилось, что командир экипажа во время взлёта мог испытать обморок, что могло способствовать катастрофе. Расследование длилось 14 месяцев, и в результате комиссия сделала вывод, что вероятными причинами катастрофы стали невыявленная в ходе периодических инспекционных проверок неисправность торсионной связи левого шасси и отказ при взлёте двигателя № 2. В сложившейся ситуации экипаж допустил ошибки в пилотировании, что и привело к катастрофе..